# Alfredo Gartenberg
Alfredo Gartenberg (geboren 24. November 1897 in Wien, Österreich-Ungarn; gestorben 18. Juni 1982 in Rio de Janeiro) war ein austrobrasilianischer Journalist und Verbandsfunktionär.

## Leben

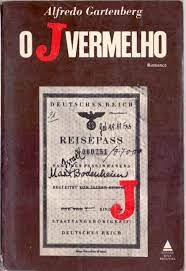
Das rote J (1976)

Alfred Gartenberg war ein Sohn des Samuel Gartenberg und der Jeanette Heimann. Er wurde Soldat im Ersten Weltkrieg. Nach dem Krieg studierte er Rechtswissenschaft an der Universität Wien, wurde 1924 promoviert und machte außerdem eine Prüfung zum Diplomkaufmann.  In Wien schrieb er 1920 einen Band satirischer Gedichte unter dem Titel Per-Versus und 1922 das Theaterstück Lebenslügen. Er heiratete 1921 Szeindel Flaumenhaft, sie hatten einen Sohn.
Sie gingen 1928 nach Berlin, wo Gartenberg als Rechtsberater und als Journalist beim Ullstein-Verlag arbeitete. 1929 gründete er die wöchentlich erscheinende Theaterzeitschrift Die neue Bühne, die schon im Folgejahr auf Grund der Weltwirtschaftskrise eingestellt wurde. Gartenberg wurde 1929 Assistent der deutschen Delegation beim Völkerbund in Genf und arbeitete danach als angestellter Rechtsanwalt in einer Berliner Anwaltspraxis.
Nach der Machtübergabe an die Nationalsozialisten 1933 flohen sie nach Paris, wo er als Handelsvertreter einer US-amerikanischen Gummigesellschaft Arbeit fand und als Fremdsprachenkorrespondent bei einer Rauchwarenfirma. Sie emigrierten im Januar 1939 nach Brasilien, derweil der Sohn kein Visum erhielt. Er schloss sich den Forces françaises libres an und fiel 1943 in Tunesien im Kampf gegen die Achsenstreitmächte.
Gartenberg erhielt in Brasilien erst 1941 eine Daueraufenthaltsgenehmigung und eine Arbeitsgenehmigung, in der Zwischenzeit wurden sie von der Wohltätigkeitsorganisation der Jüdischen Gemeinde unterstützt. Beim Kriegseintritt Brasiliens auf Seiten der Alliierten 1942 wurde ihm als Deutschen die Arbeitsgenehmigung wieder entzogen. Ab 1946 war er in einer halben Stelle für die  örtliche Keren Hayessod tätig und ab 1948 als Verwaltungsleiter der Vereinigung der jüdischen Gemeinden Rio de Janeiros. Ab 1957 arbeitete er bei der brasilianischen Wiedergutmachungsstelle für jüdische Opfer des Nationalsozialismus.
1949 erhielten sie nach den obligatorischen zehn Jahren Aufenthaltszeit die brasilianische Staatsbürgerschaft, und er nannte sich nun Alfredo Gartenberg. Er veröffentlichte 1976 den Exilantenroman O J vermelho. Für den historischen Roman über den „Messias“ Jakob Frank fand er keinen Verlag, das Buch erschien 1980 im Selbstverlag.

## Werke
- Der gläserne Berg. Roman. 1930

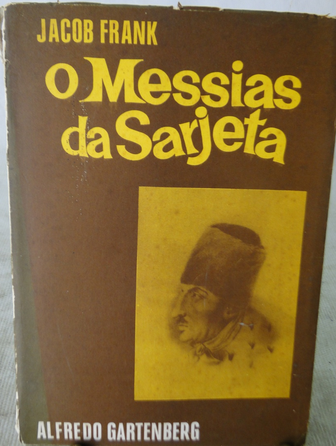
Jakob Frank, der Messias aus der Gosse (1980)

- O J vermelho. Roman. Rio de Janeiro: Nova Fronteira, 1976
- Jacob Frank. O Messias da Sarjeta. Rio de Janeiro: Selbstverlag, 1980